# دونالد واتسون
دونالد واتسون Donald Watson (۲ سپتامبر ۱۹۱۰–۱۶ نوامبر ۲۰۰۵) پایه‌گذار واژه وگن (vegan) به معنی گیاهخوار مطلق می‌باشد؛ همچنین وی بنیانگذار مجمع وگن که نخستین مرکز مبلغ گیاهخواری مطلق تا به اکنون بوده‌است نیز می‌باشد. واتسون از ۱۴ سالگی گیاهخوار ساده شد و در سی سالگی پس از دریافتن حقایق پیرامون تولید صنعتی شیر به گیاهخواری مطلق یا وگانیسم پیوست.

## زندگی‌نامه

### اوایل زندگی
واتسون در تاریخ دوم سپتامبر ۱۹۱۰ در مکزبورو، یورکشایر انگلیس به دنیا آمد و پسر رئیس جامعه معدن کاران بود. او در محیطی به دنیا آمد که نه تنها با گیاه‌خواری مطلق بلکه با گیاه‌خواری معمول نیز ناآشنا بود. با وجود آن، والدین دونالد سه کودک خود را در تعیین مسیر زندگیشان تشویق و حمایت می‌کردند، روشی روشنفکرانه و آزادی خواه که به دونالد این امکان را داد تا ایده‌های چالش‌برانگیز و بحث‌برانگیز خود را ابراز کند. واتسون احترام بسیار زیادی به والدین خود قائل بود و اغلب قدردانی خود را نسبت به آگاهی آن‌ها در پدیرفتن فلسفه‌هایش ابراز می‌نمود.
سفر او به دنیای گیاه‌خواری از مزرعه عمویش جورج و از وقتی که بسیار جوان بود شروع شد. در آن زمان او گفت:
" من توسط حیوانات بامزه و جالبی احاطه شده بودم. همه آنها چیزی به ما می‌دادند. اسب مزرعه گاوآهن را می‌کشید، گاو شیر می‌داد، مرغ‌ها تخم می‌گذاشتند و خروس یک ساعت کوکی مفید و دقیق بود. من آن موقع نفهمیدم که خروس عملکرد و وظیفه دیگری نیز دارد. گوسفند پشم می‌داد، متوجه نشدم که خوک‌ها چه چیزی به ما می‌دهند ولی موجوداتی بسیار دوست داشتنی بودند و همیشه از دیدن من خوشحال می‌شدند. "
او بعد از دیدن یکی از خوک‌ها که قصابی شده بود فهمید خوک‌ها با چه هدفی پرورش می‌یابند و زندگی اش تغییر کرد. او در سن چهارده سالگی و به دنبال یک تصمیم جدی در سال نو گیاه‌خوار شد در حالی که هیچ گیاه‌خوار دیگری را نمی‌شناخت.

### دوران تدریس
واتسون وقتی مدرسه را در سن پانزده سالگی تمام کرد در یک مزرعه تجاری خانوادگی کارآموز بود و در آن جا مهارت‌های لازم برای کار با چوب را فرا گرفت و آن‌ها را ارتقا بخشید، او بعدها (از سن بیست سالگی) معلم این رشته شد. او در لستر تدریس کرد و نقش مهمی در جامعه گیاه‌خواری لستر داشت. سپس او به کسویک رفت و در آن جا به مدت بیست و سه سال به تدریس پرداخت. او بعد از بازنشستگی نیز به زندگی در کسویک ادامه داد، با جامعه گیاه‌خواری کامبریا کار می‌کرد و کمپین‌هایی را به خاطر جمعیت محلی و در مورد موضوعات مهم جامعه خود برپا می‌نمود. او چندین سال، بیشتر وقت خود را به کار به عنوان راهنماری راهپیمایی و تپه نوردی اختصاص داد. ۵ دونالد تا مدت اندکی قبل از مرگش در سن ۹۵ سالگی به باغبانی و کاشت سبزیجات ارگانیک می‌پرداخت.

### توسعه گیاه‌خواری و انجمن وگن
همچنان که واتسون بزرگ می‌شد، سیگار نمی‌کشید، الکل مصرف نمی‌کرد و با غذاها یا موادی که به نظر او ترکیباتی سمی بودند تماس نداشت. او در دهه ۱۹۴۰، بعد از اینکه در مورد تولید و تهیه شیر آگاهی یافت گیاه‌خواری مطلق شد. او انگیزه خود را از گیاه‌خوار شدن نگرانی در مورد حیواناتی می‌داند که از قوه احساس و ادراک برخوردارند:
" ما به راحتی می‌توانیم ببینیم که تمدن امروز ما بر روی استثمار حیوانات بنا می‌شود، کاملاً مانند تمدن گذشته ما که بر اساس استثمار برده‌ها بود و ما بر این باوریم که سرنوشت روحی و معنوی انسان به گونه‌ای است که زمانی با انزجار و بیزاری از این ایده که انسان از محصولات بدن حیوانات تغذیه کند، مواجه خواهد شد. "
در نوامبر ۱۹۴۴ در لستر، او و همسرش دروتی به همراه چهار دوست دیگر جامعه گیاه‌خواری مطلق را بنا نهادند. یکی از آن‌ها باید کلمه‌ای را برای توصیف راه زندگی شان انتخاب می‌کرد و او کلمه " ویگن " (به معنای گیاه‌خواری مطلق) را پیشنهاد کرد. یعنی ابتدا و انتهای کلمه " وجترین "، چون گیاه‌خواری مطلق با گیاه‌خواری شروع و بعد به جایگاه و نتیجه عقلانی خود می‌رسد. در همان سال واتسون و گروه او اولین چاپ روزنامه این جامعه با نام ویگن نیوز را که هر سه ماه یکبار منتشر می‌شد راه اندازی کردند. او این نشریه را به مدت ۲ سال دست تنها اداره کرد و کار نوشتن، کپی کردن و پاسخ به مکاتبات فراوان را انجام می‌داد.
واتسون فلسفه خود را به مخالفت و اعتراض به هر گونه ظلم به مخلوقات جاندار بسط داد. او در سرتاسر زندگی خود یک صلح جوی متعهد بود و در جریان جنگ جهانی دوم به عنوان یک معترض وظیفه‌شناس نام‌نویسی کرد.

### زندگی شخصی
واتسون از دوچرخه سواری، عکاسی و نواختن ویولن لذت می‌برد و در حالی که طرفدار یک حزب سیاسی خاص نبود ولی در طی زندگی خود علاقه‌ای شدید به موضوعات سیاسی داشت.
او یک آگنوستیک بود.
او هرگز به دنبال بازشناسی و به رسمیت شناخته شدن کارهای اولیه خود در بنیان‌گذاری جامعه گیاه‌خواری نبود. او قادر بود بسیاری از منتقدان خود را شگفت زده سازد، کسانی را که ادعا می‌کردند واتسون با پیروی از رژیم غذایی پیشنهادی خود نمی‌تواند به زندگی ادامه دهد؛ ولی او به آن‌ها ثابت کرد که نه تنها می‌تواند به زندگی خود ادامه دهد بلکه بسیار بهتر از دیگران زندگی کرده و حتی در آخرین روزهای زندگی خود نیز نیازی به مراجعات پزشکی نداشت
او در ۱۶ نوامبر ۲۰۰۵ در سن ۹۵ سالگی از دنیا رفت.